# Cantó de Thionville-Oest
El cantó de Thionville-Oest és un cantó francès del departament del Mosel·la, situat al districte de Thionville-Est. Compta amb part del municipi de Thionville.

## Municipis
- Thionville (Diddenuewen)

## Història
| Data d'elecció                           | Identitat          | Partit                    | Qualitat |
| ---------------------------------------- | ------------------ | ------------------------- | -------- |
| 1985-1988                                | Jean-Marie Demange | RPR                       |          |
| 1988-1994                                | Robert Malgras     | PS, després divers gauche |          |
| 1994-2008                                | Gérard Kiffer      | RPR                       |          |
| 2008-                                    | Bertrand Mertz     | PS                        |          |
| les dades anteriors no són pas conegudes |                    |                           |          |
|                                          |                    |                           |          |

## Demografia
| A partir de 1990 : Població sense dobles comptes |